# (6221) Ducentesima
(6221) Ducentesima (1980 GO) – planetoida z grupy pasa głównego asteroid okrążająca Słońce w ciągu 5,67 lat w średniej odległości 3,18 j.a. Odkryta 13 kwietnia 1980 roku.